# 祁仁
祁仁（1447年—1492年3月3日），字天元，號復齋，浙江紹興府山陰縣人，明朝政治人物。

## 生平
成化十九年（1483年）癸卯科浙江鄉試第九名舉人，二十年（1484年）甲辰科進士。歷任禮部祠祭司主事，調湖廣長沙府通判，過洞庭湖失水而卒。